# Arthur Jones (Musiker)
Arthur Jones (* um 1940 in Cleveland; † 1998 in New York City) war ein amerikanischer Altsaxophonist des Free Jazz, der für einen trotz seines hochenergetischen Spiels warmen Ton bekannt war.
Jones wirkte zunächst mehrere Jahre in einem Rock’n’Roll-Orchester. Nachdem er die Musik von Ornette Coleman und Eric Dolphy entdeckt hatte, trat er auf der New Yorker Szene in Erscheinung, wo er in der Gruppe von Frank Wright spielte; er war auch an dessen Album Your Prayer (1967) beteiligt. Weiterhin arbeitete er mit Jacques Coursil. 1968 wurde er Mitglied von Sunny Murrays Acoustical Swing Unit, mit der er auch 1969 nach Paris ging. Dort spielte er zwei Alben als Leader ein; an der Aufnahme von Africanasia wirkten die meisten Musiker des Art Ensemble of Chicago mit. Weiterhin war er an zahlreichen weiteren Einspielungen für BYG Actuel, etwa von Coursil, Archie Shepp, Sunny Murray oder Burton Greene beteiligt.

## Diskographie
- Scorpio (BYG Actuel, 1969),  mit Beb Guérin und Claude Delcloo[4]
- Africanasia (BYG Actuel, 1970) mit Joseph Jarman, Roscoe Mitchell, Clifford Thornton, Malachi Favors, Earl Freeman, Claude Delcloo
- Dave Burrell: Echo (BYG Actuel, 1969)
- Clifford Thornton Ketchaoua (BYG Actuel, 1969)